# Déjà Vu (album de Crosby, Stills, Nash & Young)
Pour les articles homonymes, voir Déjà vu (homonymie).
Albums de Crosby, Stills, Nash and Young
Crosby, Stills & Nash
(1969) 4 Way Street
(1971)
Déjà vu est le premier album studio du groupe Crosby, Stills, Nash and Young.

## Historique
Cet album fait suite à Crosby, Stills & Nash en 1969 qui eut un bon succès et à la prestation au Festival de Woodstock, où Neil Young avait rejoint le groupe.
Plus qu'une formation, Crosby, Stills, Nash & Young est une association de quatre leaders aux caractères forts, ce qui explique pour cet album des titres hétéroclites avec des ballades de Graham Nash, du rock de Stephen Stills et David Crosby et du "Neil Young" pour Neil Young. Parmi les titres on peut noter en particulier l'hommage à Woodstock de Joni Mitchell, Carry On de Stills, Almost Cut My Hair de Crosby et Helpless de Young. Cette dernière sera reprise par Buffy Sainte-Marie en 1971. Au total, il aura fallu près de 800 heures d'enregistrements pour réaliser l'album.

## Réception
À sa sortie l'album sera classé n°1 aux États-Unis (Billboard). En 2003, Déjà vu fut classé 61e meilleur album de tous les temps par VH1. Le magazine Rolling Stone place l'album en 147e position de son classement des 500 plus grands albums de tous les temps. Il est également cité dans l'ouvrage de référence de Robert Dimery Les 1001 albums qu'il faut avoir écoutés dans sa vie et dans un bon nombre d'autres listes.

## Distinctions
Déjà vu reçoit en 2012 le Grammy Hall of Fame Award. En 2023, il est inscrit, pour son importance culturelle, au registre national des enregistrements (National Recording Registry) de la bibliothèque du Congrès à Washington.

## Titres de l’album
| 1. | Carry On/Questions (en)  | Stills        | Stills | 4:26 |
| 2. | Teach Your Children (en) | Nash          | Nash   | 2:53 |
| 3. | Almost Cut My Hair (en)  | David Crosby  | Crosby | 4:31 |
| 4. | Helpless (en)            | Young         | Young  | 3:30 |
| 5. | Woodstock                | Joni Mitchell | Stills | 3:52 |

| 6.  | Déjà Vu                                                                                    | Crosby        | Crosby                            | 4:10 |
| 7.  | Our House (en)                                                                             | Nash          | Nash                              | 2:59 |
| 8.  | 4 + 20                                                                                     | Stills        | Stills                            | 1:55 |
| 9.  | Country Girl (Whiskey Boot Hill - Down, Down, Down - Country Girl (I Think You're Pretty)) | Young         | Young avec Crosby, Stills et Nash | 5:05 |
| 10. | Everybody I Love You                                                                       | Stills, Young | Stills avec Crosby et Nash        | 2:20 |

## Musiciens

### Crosby, Stills, Nash & Young
Selon le livret inclus avec l'album :
- David Crosby – voix toutes les pistes sauf "4+20" ; guitare rythmique sur "Almost Cut My Hair", "Woodstock", "Déjà Vu", "Country Girl" et "Everybody I Love You"
- Stephen Stills – voix toutes les pistes sauf "Almost Cut My Hair" ; guitares toutes les pistes sauf "Our House" ; basse sur "Carry On/Questions", "Teach Your Children" et "Déjà Vu" ; claviers sur "Déjà Vu" et "Everybody I Love You" ; orgue Hammond sur "Carry On/Questions" et "Woodstock" ; piano sur "Helpless" et "Country Girl" ; percussion sur "Carry On/Questions"
- Graham Nash – voix toutes les pistes sauf "Almost Cut My Hair" et "4+20" ; piano sur "Woodstock" et "Our House" ; clavecin sur "Our House" ; orgue sur "Almost Cut My Hair" ; guitare rythmique sur "Teach Your Children" et "Country Girl" ; percussions sur "Carry On/Questions" et "Country Girl" ; tambourin sur "Teach Your Children"
- Neil Young – voix sur "Helpless" et "Country Girl" ; guitares sur "Almost Cut My Hair", "Helpless", "Woodstock" et "Country Girl" ; orgue, harmonica et vibraphone sur "Country Girl" ; orgue sur "Everybody I Love You"

Musiciens supplémentaires
- Greg Reeves – basse sur "Almost Cut My Hair", "Helpless", "Woodstock", "Our House", "Country Girl" et "Everybody I Love You"
- Dallas Taylor – batterie toutes les pistes sauf "Teach Your Children" et "4+20" ; tambourin sur "Teach Your Children"
- Jerry Garcia – guitare pedal steel sur "Teach Your Children"
- John Sebastian – harmonica sur "Déjà Vu"
- Musicien non défini - piano sur "Everybody I Love You"

Production
- Crosby, Stills, Nash & Young – producteurs
- Bill Halverson – ingénieur
- Gary Burden – direction artistique et conception
- Henry Diltz, Tom Gundelfinger – photographie
- Elliot Roberts – mise en scène
- David Geffen – agent
- Joe Gastwirt – remasterisation numérique

## Classements hebdomadaires
| Classement (1970)              | Meilleure place |
| ------------------------------ | --------------- |
| Australie (Kent Music Report)  | 1               |
| Canada (Canadian Albums Chart) | 1               |
| États-Unis (Billboard 200)     | 1               |
| Norvège (VG-lista)             | 11              |
| Pays-Bas (Mega Album Top 100)  | 1               |
| Royaume-Uni (UK Albums Chart)  | 5               |

Réédition de 2021
| Classement (2021)            | Meilleure place |
| ---------------------------- | --------------- |
| Allemagne (Media Control AG) | 12              |
| Belgique (Flandre Ultratop)  | 12              |
| Belgique (Wallonie Ultratop) | 31              |
| Espagne (Promusicae)         | 68              |
| Italie (FIMI)                | 54              |
| Portugal (AFP)               | 38              |
| Suisse (Schweizer Hitparade) | 32              |

## Certifications
| Pays              | Certification | Unités certifiées |
| ----------------- | ------------- | ----------------- |
| Allemagne (BVMI)  | Or            | 250 000           |
| États-Unis (RIAA) | 7 × Platine   | 7 000 000         |
| France (SNEP)     | Platine       | 300 000           |
| Italie (FIMI)     | Or            | 25 000            |
| Royaume-Uni (BPI) | Or            | 100 000           |
| Suisse (IFPI)     | Or            | 25 000            |